# Adnan Cirak
Adnan Cirak, född 22 mars 1990, är en svensk fotbolls- och futsalspelare som spelar för IK Viljan samt för Hammarby IF i Svenska Futsalligan. Tidigare har Cirak också spelat futsal i Strängnäs FC och Örebro SK.

## Fotbollskarriär
Cirak är född i Bosnien och Hercegovina men kom som sexåring till Sverige. Han började spela fotboll i IK Viljan, men gick som tonåring över till Eskilstuna City. Efter ett par säsonger i klubben valde Cirak i februari 2013 att skriva på för engelska Stockport County.
I juli 2013 återvände han till Sverige och skrev på för IK Frej. I december 2013 förlängde han sitt kontrakt med två år.
Inför säsongen 2016 skrev Cirak på för Nest-Sotra Fotball i näst högsta divisionen i Norge. Inför säsongen 2018 skrev han ett ettårskontrakt med Nest-Sotra Fotball i OBOS-ligaen. I mars 2018 värvades Cirak av IFK Eskilstuna. Det blev två säsonger i klubben innan han i december 2019 återvände till Eskilstuna City efter sju års frånvaro.
Inför säsongen 2024 återvände Cirak till moderklubben IK Viljan.